# Фонтан-грот на склоне Пулковской горы

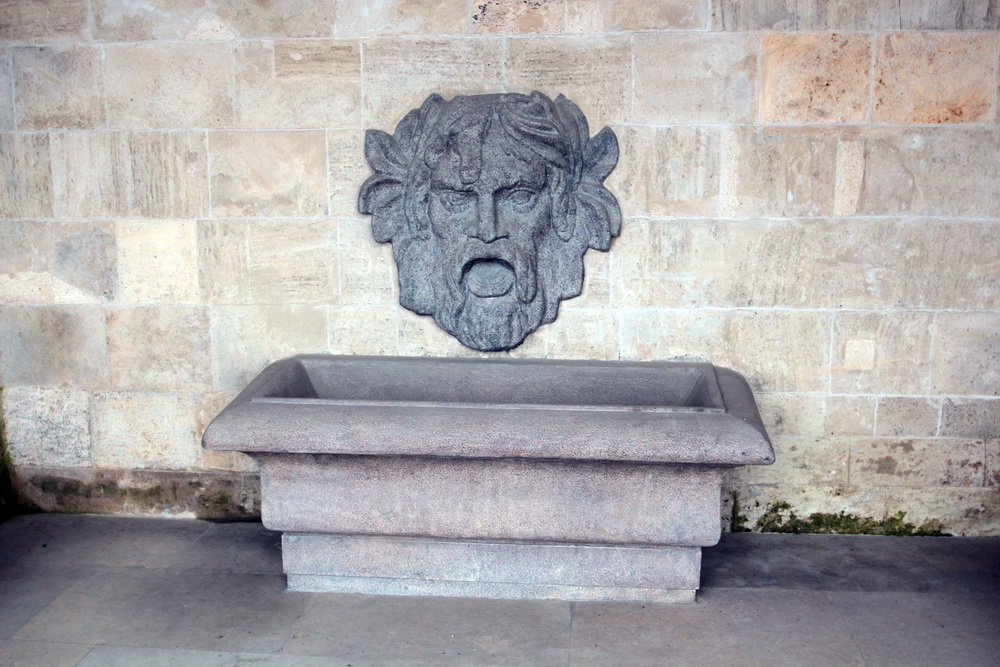
Фонтанная маска в гроте

Фонтан-грот на склоне Пулковской горы — памятник архитектуры.
Заказ на проектирование фонтанов вдоль Царскосельской дороги был сделан Тома де Томону и Воронихину в 1806 году. Он был связан с тем, что Царское село при Александре I после перерыва снова стало официальной летней царской резиденцией. Фонтаны были необходимы для возможности сделать на дороге привал, в качестве поилок для лошадей. А. Н. Воронихин создал несколько проектов, но фонтан на Пулковской горе остался единственным реализованным, другие фонтаны на дороге были установлены по проекту Тома де Томона.
Фонтану на Пулковской горе была дана форма грота в склоне горы, оформленного приземистым портиком с двумя дорическими канеллированными колоннами, будто вросшими в землю и завершёнными фронтоном. У входа лежат будто охраняющие грот лежащие гранитные львы. Стены сделаны из пудостского камня, внутри и снаружи боковых стен расположены полукруглые ниши. У задней стены — маска Нептуна, изо рта которого течёт вода.
Работы по сооружению начались в 1807 году. Воронихин руководил поставкой материалов, был автором окончательного варианта композиции, составлял смету; Тома де Томон выполнил генеральный план фонтана, руководил строительством. Фонтанную чашу планировалось сделать из гранита, но подходящий кусок не нашли, поэтому Воронихин предложил в качестве замены серый рускольский мрамор. Черепичную кровлю заказали заводу Берда, который не сделал работу в срок, поэтому крыша была крыта железом. Сметой изначально не был предусмотрен ведущий к фонтану каменный мостик и две гранитные скамейки вдоль боковых стен внутри грота.
Воду к фонтану подводил от пулковских ключей Михаил Павлович Сакер, каменные работы выполнял Генри Грауер, оформление прилагающего леса в садовом стиле делал Джозеф Буш.
На фонтане нанесена дата «1807», в этом году предполагалось закончить строительство; на деле оно было завершено в 1809 году.
За создание этого фонтана архитекторы 18 июня 1809 года получили перстни ценой 700 рублей каждый.
Питание шло от Пулковских ключей, фонтаны работали до 1860 года.
Во время Второй мировой войны грот периодически использовался как временный медпункт. Маскарон, чаша для воды, скамьи, значительная часть облицовки и отдельные декоративные детали были утрачены.
В 1978—1980 годах прошла реставрация грота с восстановлением водоснабжения.
В 1971 году отмечалось, что львы у грота, изначально похожие на львов у дома графини Лаваль, практически разрушены, к 2010 году они вовсе отсутствовали, так как из-за экологической обстановки были перенесены в Некрополь мастеров искусств, на 2022 год фонтан не работал.